# Леки крайцери тип „Бруклин“
Бруклин (на английски: Brooklin) са тип леки крайцери на ВМС на САЩ от времето на Втората световна война. Всичко от проекта за флота са построени 9 единици: „Бруклин“ (на английски: USS Brooklyn (CL-40)), „Филаделфия“ (на английски: USS Philadelphia (CL-41)), „Савана“ (на английски: USS Savannah (CL-42)), „Нашвил“ (на английски: USS Nashville (CL-43)), „Финикс“ (на английски: USS Phoenix (CL-46)), „Бойзи“ (на английски: USS Boise (CL-47)), „Хонолулу“ (на английски: USS Honolulu (CL-48)), „Сейнт Луис“ (на английски: USS St. Louis (CL-49)) и „Хелена“ (на английски: USS Helena (CL-50)).

## История на създаването
ВМС на САЩ започват разработката на нови проекти за леки крайцери през 1930 г. Решението е принудително, тъй като американските адмирали предпочитат тежките крайцери с 203 mm артилерия, но тяхното строителство е ограничено от Лондонския договор от 1930 г. По условията на договора САЩ могат да построят след 1930 г. само два тежки крайцера, за това и флота трябва да се задоволи с крайцери със 152 mm артилерия.
Следва да се отбележи, че командването на ВМС на САЩ не е удовлетворено от характеристиките на американските тежки крайцери от първо поколение, които във флота се наричат дори „тенекии“, заради слабата им защита. Битува мнението, че в пределите на 10 000 тона е възможно да се създаде балансиран кораб с артилерия 152 mm, достатъчно защитен и способен да спечели дори бой с тежък крайцер за сметка на по-голямата си скорострелност.
Към ноември 1930 г. са подготвени пет варианта на проекти за леки крайцери. Тяхната водоизместимост се колебае от 6000 до 10 000 тона, въоръжението – от шест до петнадесет 152 mm оръдия, скоростта при всички варианти съставлява 32,5 възела. Счита се, че броят на крайцерите трябва да се предпочете пред качеството им, но проектът за 6000-тонен крайцер е оценен като прекалено слаб. На 21 януари 1931 г. Генералният съвет на флота взема решение да продължи разработките на основата на проект № 2. Неговата стандартна водоизместимост съставлява 9600 тона, въоръжението е от дванадесет 152 mm оръдия, осем 127 mm и шест торпедни апарата. Далечината на плаване трябва да достига 10 000 мили при ход от 15 възела.
Първият ескизен проект на бъдещия „Бруклин“ е представен на 22 януари 1932 г. Той е изпълнен на основата на чертежите на тежкия крайцер „Ню Орлиънс“ и доста напомня по външност на него. Отказът на Конгреса да утвърди корабостроителната програма за 1933 финансова година води до затягане на разработката. Следващите ескизни проекти се появяват към края на 1932 г. и се отличават главно с разположението на авиационното оборудване. Малко по-късно е представен и третият ескизен проект с 12 152 mm оръдия, а също и 127 mm и 28 mm зенитни оръдия. Проектът се смята за балансиран и вероятно би бил утвърден, ако в началото на февруари 1933 г. не са получени сензационните сведения от Япония.
Японският флот обявява за залагането на четирите крайцера от типа „Могами“. Официално се утвърждава, че те ще носят 15 155 mm оръдия при водоизместимост от 8500 тона и скорост на хода 35 възела. Всъщност японците изначално мамят. Стандартната водоизместимост на новите кораби се приближава (по данни на Патянин) към 12 000 тона (проектно: 9500, фактическо: 10 347 – 11 162 тона), а триоръдейните кули със 152 mm оръдия са конструирани с оглед тяхната замяна на двуоръдейни с 203 mm оръдия. Но преди войната това е тайна за всички, за това „Могами“ прави огромно впечатление на военноморските кръгове на водещите държави. Британският отговор на японското предизвикателство са крайцерите от типовете „Саутхемптън“ и „Глостър“. Американският флот също желае да получи леки крайцери не по-малко силни, отколкото техните японски съперници.
На 10 март 1933 г. проектирането е възобновено вече по новите изисквания. Разрешават да се жертва защитеността в полза на огневата мощ. Предполага се създаването на кораб с въоръжение, поместено или в пет триоръдейни кули, или в четири четириоръдейни. Създадени са седем проекта, обозначени с латински букви. Нито един от тях не устройва флота, за това са разработени още четири варианта. След бурни спорове за основа е взет вариантът H. Макар да има и по-балансирани варианти, проектът H привлича със своята настъпателна мощ. На 26 април 1933 г. проектът за бъдещия „Бруклин“ е утвърден, а последните доработки завършват към юли 1933 г.
В рамките на мерките по преодоляване на „Великата депресия“ администрацията на Франклин Делано Рузвелт взема, на 16 юни 1933 г., „Акт за възраждане на националната промишленост“, който, в частност, способства и за развитието на американското военно корабостроене. В рамките на този акт е утвърдена извънредната програма за военно корабостроене за 1933 финансова година и според нея, на 3 август 1933 г., са поръчани първите четири крайцера от типа „Бруклин“: „Бруклин“, „Филиделфия“, „Савана“, „Нашвил“. На 22 август 1934 г. са поръчани още три крайцера от този тип: „Финикс“, „Бойзи“, „Хонолулу“.
За последните два крайцера остават едва 17 600 тона от договорния лимит и първоначално те се предполага да бъдат строени по особен проект с намалена водоизместимост. Разработени са шест варианта, но в крайна сметка, „Сейнт Луис“ и „Хелена“ стават само леко изменена версия на „бруклините“. Те са поръчани на 16 октомври 1935 г. и на 9 септември 1935 г. съответно. Недостигащия тонаж е взет от класа на разрушителите. Освен това, вече става ясно, че японците манипулират с тонажа на своите кораби и няма смисъл жестко да се придържат към договорните ограничения.
Контрактната стойност за постройката на последния кораб от серия с 10 милиона $ надвишава цената на главния кораб.

## Конструкция

### Корпус и архитектура
„Бруклините“ имат гладкопалубен със седловатост на корпуса, при това теоретическите обводи са заимствани от полубачния „Ню Орлиънс“. За намаляване на вълновото съпротивление има ясно изразен бълб. Като цяло формата на корпуса се счита за подходяща за достигането на висока скорост, но не и оптималната за добра мореходност. Височината на надводния борд при нормална водоизместимост при носа е неголяма и съставлява 8,2 m (против 9,45 m на крайцера „Белфаст“ и 10,2 при „Портланд“), за сметка на това борда е висок в кърмата – 7 m (против 5,6 m при „Белфаст“ и 5,5 на „Портланд“). Заедно със стеснената носова оконечност това води до посредствена мореходност. Високият корпус без полубак е добра мишена за фугасните снаряди, но гарантира стрелбата при силно вълнение от кърмовата кула и дава възможност да се пускат самолетите с катапултите, поставени вече на самата кърма. Американците смятат такова решение за изгодно, тъй като се освобождава място в средната част на кораба, толкова необходимо за зенитната артилерия. Изчезва и „къщичката“-хангар, заемаща място на палубата в централната част на кораба. Хангарът вече се намира непосредствен в корпуса в кърмата под катапулта. Крайцерът се разделя с „барачката“, представляваща чудесна цел, която може да донесе опасни пожари при попадения. В резултат на това общото разположение става завършено и доста рационално, като започват да го използват на всички класове големи кораби. Корпусът е с набор по надлъжната схема и става много лек. По цялата дължина на корпуса върви двойно дъно, преминаващо в двоен борд, достигащ в краищата до първата платформа. Първоначално корпусът на корабите има неголямо недотоварване, но корпусът в носовата част се оказва не много здрав, и икономисаните тонове са употребени за укрепването му, но не успяват напълно да отстранят проблема. Материал за корпусните конструкции е много скъпата стомана STS, явяваща се едновременно и лека броня. За обшивката се използва също не евтината стомана HTS. Никой освен американците не може да си позволи подобен разкош. Устойчивостта на „Сейнт Луис“ и „Хелена“ поради голямото високо тегло (двуоръдейните кули на универсалния калибър) е неудовлетворителна, затова в трюма им поставят 154 тона баласт. Между 1937 и 1940 на „бруклините“ добавят 470 тона. Тъй като вече устойчивостта вече предизвиква опасения в трюмовете на всички крайцери допълнително поставят по 160 – 200 тона баласт. Поставянето на многобройните зенитни автомати и радиотехническо оборудване води до стремителен ръст на горното тегло и последващо намаляване на устойчивостта. В средата на 1943 г. „Бойзи“ е с 1187 дълги тона по-тежък (т.е. неговата стандартна водоизместимост е вече над 11 000 дълги тона), отколкото при влизането му в строй.

### Въоръжение

#### Главен калибър
След като японците превъоръжават типа „Могами“ с 203 mm оръдия, „Бруклините“ и „Светланите“ остават единствените в света „петнайсеоръдейни“ крайцери. Оръдията 152 mm/47 Мк. 16 се комплектоват с четири типа снаряди: бронебойни, полубронебойни (common) и два типа фугасни (с дистанционен взривател и с ударно действие). Полубронебойните носят 2,3% ВВ, фугасните 13%. Масата на всички типове снаряди е 46,7 kg, на заряда – 14,5, на месинговата гилза – 12,8. Началната скорост на всички снаряди е 812 m/s, максималната далечина– 21 473 m при 45° (155 mm оръдия на „Могами“ – 27 400 m, 152 mm на „Белфаст“ – 23 300 m), фактическият ъгъл на възвишение е 40°. По-късно за Мк. 16 е създаден „свръхтежък“ бронебоен снаряд с тегло 59 kg (заряд 0,9 kg или 1,53%). Диапазонът на ъглите, при който се осъществява зареждането, е от −5° до 20°. Оръдията имат индивидуални люлки, но трансмисията за вертикално насочване е обща. Кулите се получават много тесни, с разстояние между осите на оръдията от 1,4 m (при „Могами“ – 1,55), което води до увеличаване на разсейването на снарядите при залп. Живучестта на ствола съставлява 750 – 1050 изстрела.
Системата за управление на огъня на главния калибър е комплектована с два директора Мк. 34, снабдени със стереоскопични далекомери с база 5,54 m и балистически изчислители Мк. 8.

#### Универсален калибър
127 mm/25 оръдие е първата голямокалибрена зенитка, създадена за американския флот в средата на 20-те години, и за този момент обладава прекрасни характеристики, но към 1935 г. вече не е ново оръдие, отстъпващо по характеристики на чуждестранните аналози (малка досегаемост, недостатъчна скорост на насочване, прекалено тежък унитарен изстрел), за това при разглеждането на проекта за крайцерите се предлагат и варианти без голямокалибрени зенитки, тези проекти са отхвърлени заради предположението, че разривите на големите снаряди, макар и да не повреждат самолетите имат силно морално въздействие върху пилотите, карайки ги да се отклоняват от курса, а малокалибрената артилерия няма такъв ефект. На „бруклините“ тези оръдия стоят в установките Мк. 19 с увеличена платформа за зареждачите. Силовите трансмисии, осигуряващи вертикалното и хоризонталното насочване, имат мощност от 1 к.с., което вече е явно недостатъчно. Боекомплектът съставлява 200 снаряда на ствол, разчетът – 11 – 12 души. Масата на установката Мк. 19 е 9829 kg.
Системата за управление на огъня е комплектована с два директора Мк. 33, които могат да съпровождат самолети до скорост от 600 km/h .
| Зенитна артилерия на леките крайцери  | Зенитна артилерия на леките крайцери | Зенитна артилерия на леките крайцери | Зенитна артилерия на леките крайцери | Зенитна артилерия на леките крайцери | Зенитна артилерия на леките крайцери | Зенитна артилерия на леките крайцери |
| Оръдие                                | 5in Mk. 13                           | 4"/45 QF Mark XVI                    | 127 mm/40 Тип 89                     | 25 mm/60 Тип 96                      | 28 mm/75                             | Vickers 2-pdr Mark VIII              |
| ------------------------------------- | ------------------------------------ | ------------------------------------ | ------------------------------------ | ------------------------------------ | ------------------------------------ | ------------------------------------ |
| Калибър, mm                           | 127                                  | 102                                  | 127                                  | 25                                   | 28                                   | 40                                   |
| Дължина на ствола, калибри            | 25                                   | 45                                   | 40                                   | 60                                   | 74,5                                 | 39,37                                |
| Маса на оръдието, kg                  | 1937                                 | 2039                                 | 3060                                 | 115                                  | 252                                  | 259,5                                |
| Скорострелност, изстрела/минута       | 15 – 20                              | 16 – 20                              | 12 – 16                              | 100 – 120                            | 100                                  | 96 – 98                              |
| Тегло на патрона, kg                  | 36,3                                 | 28,8                                 | 34,3                                 | 0,68                                 | 0,86                                 | 1,30                                 |
| Тегло на снаряда, kg                  | 24,43                                | 15,88                                | 23                                   | 0,243 – 0,262                        | 0,416                                | 0,764                                |
| Начална скорост, m/s                  | 657                                  | 811                                  | 720                                  | 900                                  | 823                                  | 732                                  |
| Максимална далечина, m                | 13 259                               | 18 150                               | 14 800                               | 7500                                 | 6767                                 | 6220                                 |
| Максимална досегаемост по височина, m | 8352 (6500)                          | 11 890                               | 9400 (7400)                          | 5200                                 | 5791                                 | 3960                                 |
| Живучест на ствола                    | 3000                                 | 600                                  | 1500                                 | 12 000                               |                                      | 7200                                 |

„Сейнт Луис“ (CL-49 St. Louis) и „Хелена“ (CL-50 Helena) носят новите 127/38 универсални оръдия в сдвоени установки, но тези, първи двуоръдейни установки (Мк. 29), изстрелват само с 60% повече снаряди на установка, отколкото еднооръдейните 127/25 на „Бруклин“.

#### Зенитни автомати
Съгласно проекта крайцерите трябва да имат четири четирицевни 28 mm автомата, но 28 mm автомати още са в стадий на доработка, лекото зенитно въоръжение се състои само от осем 12,7 mm картечници Браунинг. „Могами“ и „Белфастите“ първоначално носят по-силно леко зенитно въоръжение: четири единични „Пом-пома“ и две сдвоени картечници „Хочкис“ първите и два осморни „Пом-пома“ и три учетворени голямокалибрени картечници „Викерс“ вторите.
| Големокалибрени картечници на крайцерите | Големокалибрени картечници на крайцерите | Големокалибрени картечници на крайцерите | Големокалибрени картечници на крайцерите | Големокалибрени картечници на крайцерите | Големокалибрени картечници на крайцерите |
| Картечница                               | ДШК                                      | Ерликон                                  | Браунинг M2                              | Vickers .50                              | 13,2 mm/76                               |
| ---------------------------------------- | ---------------------------------------- | ---------------------------------------- | ---------------------------------------- | ---------------------------------------- | ---------------------------------------- |
| Калибър, mm                              | 12,7                                     | 20                                       | 12,7                                     | 12,7                                     | 13,2                                     |
| Дължина на ствола, калибра               | 84                                       | 65                                       | 90                                       | 60                                       | 76                                       |
| Маса на картечницата, kg                 | 33,5                                     | 62                                       | 38                                       | 29                                       | 19,5                                     |
| Бойна скорострелност, изстрела/минута    | 125                                      | 120 – 130                                | 200                                      | 250                                      | 200                                      |
| Маса на куршума, kg                      | 0,048                                    | 0,122                                    | 0,0403/0,0486                            | 0,037                                    | 0,052                                    |
| Начална скорост, m/s                     | 860                                      | 830                                      | 895                                      | 770                                      | 800                                      |
| Максимална далечина, m                   |                                          | 5715                                     | 6800                                     | 6400                                     | 7200                                     |
| Максимална досегаемост по височина, m    | 1800                                     | 2400                                     | 1800                                     | 1450                                     | 1500                                     |
| Eфективна досегаемост, m                 |                                          | 915                                      |                                          |                                          |                                          |

#### Авиационно въоръжение
Авиационното въоръжение през 30-те години се счита за важна част от бойната мощ на големия надводен кораб. На типа „Бруклин“ има четири хидросамолета „Curtiss SOC Seagull“. Двата барутни катапулта ускоряват самолета с маса до 3,7 тона до скорост 105 km/h. Подема на самолетите на борда се осъществява чрез поставения на кърмата кран.

### Брониране
Общата маса на вертикалната броня достига 1451 тона или 15% от стандартната водоизместимост (заедно с палубната 1798). За сравнение, за типа „Дука д'Аоста“ – 1670 тона или 20%, за типа „Джузепе Гарибалди“ – 2131 тона или 24% от стандартната водоизместимост.
Системата на бронирането е локалното профилно (коробчато) брониране, за първи път използвано при крайцерите типа „Даная“ („британската система“): брониран пояс в района на МКО и кутия от броня около погребите. Но по сравнение със съвременниците тя има максимална дебелина и минимална площ и е предназначена само за противостояние на бронебойните снаряди. Бронята частично е принесена в жертва на огневата мощ, тъй като не е разчитана да противостои на фугасните снаряди, настъпателните качества на крайцерите са смятат за приоритетни пред отбранителните.
Главният броневи пояс е с дължина от 51 m и прикрива само силовата установка (от 61 до 103 шпангоут). Неговата височина съставлява 4,22 m, като горните 2,84 m са с дебелина 127 mm, а след това върви плавно изтъняване към долния край до 82,5 mm („Сейнт Луис“ и „Хелена“ до 76 mm). Поясът се затваря от 127 mm траверси. Носовият погреб се защитава от тесен подводен пояс с дебелина 51 mm. По горния край на поясите върви 51 mm бронирана палуба (в района на двойния борд с дебелина 44,5 mm), в района на кърмовите кули няма бронева палуба. Кърмовият погреб е прикрит с кутия със 120 mm странични стени с външен траверс 92,25 mm и 51 mm вътрешен траверс и 51 mm покрив.
Бойната рубка е защитена от броня с дебелина 127 mm, нейният покрив се прикрива от 57 mm броня. Кулите на главния калибър получават диференцирано брониране. Фронтът (челото) се прикрива от 165 mm броня, страничните стени – 76 – 38 mm, покривът – 51 mm. Барбетите на кулите имат дебелина 152 mm, те са и снарядни погреби. Към зарядните погреби вървят бронирани със 76 mm броня подаващи тръби. Оръдията на универсалния калибър нямат защита. Като цяло бронирането се оценява като сравнително добро, особено в плана на защитата на артилерията на главния калибър.
Конструктивна противоторпедна защита няма.

### Силова установка
В състава на силовата установка влизат осем от старите, проверени във времето, водотръбни котли конструкция „Бебкок и Уилкокс“ (на английски: Babcock & Wilcox), тяхно собствено производство. Схемата за поставянето им е линейна.
Те захранват с пара четири турбини тип Parsons с едностъпкови редуктори, с обща мощност 100 000 к.с., която трябва да осигури ход 32,5 възела. Турбините въртят четири трилопастни винта от медна сплав с ∅ 3,71 m. Първите крайцери имат работно налягане на парата в котлите – 28,2 kg/cm², при температура– 342°С, което не е много по-различно от параметрите приети на британските крайцери: работно налягане на парата в котлите – 24,61 kg/cm², температура – 343 °C, или на френските и италианските (налягане на парата – 27 kg/cm², температура – 325…350 °C). Масата на силовата установка съставлява 1792 дълги тона (относителна тяговъоръженост – 17,9 kg/к.с.). За сравнение масата на силовата установка на „Саутхемптън“ съставлява 1492 д. тона (18,1 kg/к.с.). Корабите показват напълно прилични резултати на изпитанията, даже без свръхпроектно форсиране на турбините. „Бойзи“ развива ход 33,7 възела при водоизместимост 11 589 тона и мощност 101 800 к.с. Нормалният запас гориво съставлява 1321 тона, пълният – 1920 тона, максималният – 2207. Заявената далечина на плаване съставлява 10 000 морски мили при 15-възлов ход, но не е известно дали това е проектната, защото при запас от 2175 тона фактическата далечина съставлява 7800 мили на същия ход. „Бойзи“ през 1945 г. на ход 15 възела успява да измине 7690 мили, при скорост 20 възела – 5590 мили със запас от гориво 2036 тона. Това не е много по-различно от британския „Белфаст“, който фактически изминава 8000 мили на 14 възела при запас 1990 тона и 12 200 на 12 възела при запас 2260.
Обаче при подаването на поръчката за „Сейнт Луис“ и „Хелена“ (CL49 и CL50) за тях е решено да се използват по-компактните високонапорни котли с високи параметри на парата (налягане – 39,7 kg/cm², температура – 371 °C), което дава възможност да се прекомпонова силовата установка – сега вече тя е ешелонен тип, но нейното относително тегло, както и преди, си остава относително голямо – 17,6 kg/к.с. (при „Могами“ 16,3 kg/к.с., при 26-бис проекта 16,7 kg/к.с.). За разлика от немските високонапорни котли тези котли се отличават с високата си надеждност.
Крайцерите имат четири турбогенератора с мощност по 400 кW и два дизел-генератора с мощност по 1000 kW, за променлив ток с напрежение 450 V, общата мощност съставлява 3600 kW, което първоначално е над два пъти повече от потребностите за енергия в бойни условия, но това се оказва много полезно при поставянето на новото радиотехническо оборудване, според други данни те имат четири турбогенератора с мощност по 500 kW и два дизел-генератора с мощност по 100 kW, обща мощност – 2200 kW. За целите на икономия „Сейнт Луис“ и „Хелена“ получават само два турбогенератора с мощност по 500 kW и два дизел-генератора с мощност единия 700 kW, а на втория 500, с обща мощност 2200 kW.

## Модернизации

### Довоенни
Към началото на войната „Бруклините“ практически нямат модернизации. Само са сменени моторите в трансмисията на 127 mm/25 зенитки на такива с три конски сили.

### Преди влизането на САЩ във войната
Поставянето на 28 mm автомати започва през 1940 г. Тъй като темповете на производството им изостава от нуждите на флота, решават да изберат палиативно решение, поставяйки два счетворени автомата и две 76 mm зенитки. До ноември 1941 г. превъоръжението успяват да минат само „Филаделфия“ и „Хелена“.
Изучаването на британския опит показва, чв закритите рубки силно ограничават обзора при нападение. Крайцерите получават открити мостици над надстройките.
В средата на 1941 г. са поставени противоосколъчни щитове на 127 mm оръдия.

### Военни
За оказването на огнева поддръжка при провеждането на десантни операции, ъгълът на възвишение на главния калибър е доведен до 60°.
От „бруклините“ свалят бойните рубки и съоръжават отгоре широк открит мостик по пример на британския. Аналогичен се появява и на кърмовата надстройка. Мостиците получават противоосколъчно брониране. Фокмачтата е пренесена с 2,5 m към кърмата.

## История на службата и представители на проекта
Представители:
„Бруклин“ – заложен на 12 март 1935 г., спуснат на 30 ноември 1936 г., влиза в строй на 18 юли 1938 г.
„Филаделфия“ – заложен на 28 май 1935 г., спуснат на 17 ноември 1936 г., влиза в строй на 28 юли 1937 г.
„Савана“ – заложен на 31 май 1934 г., спуснат на 8 май 1937 г., влиза в строй на 30 август 1937 г.
„Нашвил“ – заложен на 24 януари 1935 г., спуснат на 2 октомври 1937 г., влиза в строй на 25 ноември 1938 г.
„Финикс“ – заложен на 15 април 1935 г., спуснат на 12 март 1938 г., влиза в строй на 1 февруари 1939 г., на 5 декември 1951 г. влиза в строй в Аржентинския флот.
„Бойзи“ – заложен на 1 април 1935 г., спуснат на 3 декември 1936 г., влиза в строй на 1 февруари 1939 г.
„Хонолулу“ – заложен на 10 септември 1935 г., спуснат на 26 август 1937 г., влиза в строй на 7 септември 1938 г.
„Сейнт Луис“ – заложен на 10 декември 1936 г., спуснат на 15 април 1938 г., влиза в строй на 19 май 1939 г.
 „Хелена“ – заложен на 9 декември 1936 г., спуснат на 28 август 1938 г., влиза в строй на 18 септември 1939 г.

## Оценка на проекта
Ако сравним „Могами“, британският им отговор: „Таун“ и американския: „Бруклин“, по тегло на бордовия залп японците (832 kg) надиграват американците (700 кг) и англичаните (610 kg). За сметка на това по минутен залп превъзхожда „Бруклин“ (5607 kg) против 4877 kg при „Тауните“ и 4190 kg на „Могами“. Далечината на стрелба на американските оръдия е 21 473 m (най-малко), а разсейването най-голямо. Американският крайцер има преимущество на късите и средни дистанции и напълно го губи при големите разстояния. Опитът от войната показва, че при увеличение на дистанциите огънят на американските крайцери става неефективен.
Макар проектната водоизместимост на „Могами“, „Бруклините“ и „Белфастите“ не трябва да превишава Лондонската норма и съставлява 9500, 9700 и 10 000 дълги тона съответно, всички крайцери надвишават договорните 10000 дълги тона, натрупвайки поради строителното претоварване 11 400, 10 560 и 10 520 д. тона съответно (американците след поставянето на щатните „чикагски пиана“) в резултат, имат най-голямата проектна водоизместимост, британците стават най-леките.
Сравнението на бронирането е сложно, „бруклините“ са бронирани по схемата „всичко или нищо“ с минимална площ на дебелия пояс и добра защита на кулите, „Тауните“ имат по-традиционна схема на защита – дълъг пояс с дебелина 114 mm и 32 mm палуба − 1 серия и 114 mm пояс, 51 mm (76 на погребите) палуба – 3-тата серия. „Могами“ имат вътрешен наклонен 100 mm пояс и палуба със скосове. Към несъмнените достоинства на „Могами“ може да се отнесат наличието на конструктивна противоторпедна защита, американските и британските крайцери са лишени от нея. Мореходността и здравината на корпуса е по-добра при англичаните, скоростта при японците, автономността и далечината на плаване са приблизително еднакви. Зенитното въоръжение на „Бруклините“ първоначално най-лошо, към края на войната за сметка на радарите и „бофорсите“ става най-добро. Кой от крайцерите е най-силен еднозначно не може да се каже, не отговаря на този въпрос и войната.
Към началото на Втората световна война корабите тип „Бруклин“ се считат за почти идеалните леки крайцери. По броя стволове на главния калибър и тяхната обща огнева производителност те нямат равни на себе си във флотовете на воюващите държави. Невисоката точност на стрелбата на големи дистанции не играе съществена роля в боевете, които крайцерите трябва да водят, за сметка на това на късите и средни дистанции крайцерите тип „Бруклин“ оказват силно въздействие над противника. Особено ярко това се проявява в нощните боеве при острова Гуадалканал през 1942 г. Достатъчно ефективни крайцерите се оказват и като кораби за огнева поддръжка на десанта. В значителна степен това е свързано с доста съвършената им система за управление на огъня. Зенитните средства на крайцерите от типа „Бруклин“ напълно съответстват на изискванията на времето към момента на разработката на проекта. Не са и явно недостатъчни и в хода на войната, макар ВМС на САЩ да получават и по-мощни в този план по възможности ПВО крайцери. Към достойнствата на „бруклините“ също следва да се отнесат надеждната им енергетична установка, не доставяща никакви сериозни проблеми, а също и нелошата им живучест.
Обаче проектът има и определени недостатъци. Първият от тях се изявява скоро след влизането им в строй – прекалено слабата конструкция на корпуса, което води както към повреди в щормови условия, така и към откъсване на носовите им части след торпедни попадения. Формата на носовата част на корпуса въобще се оказва малоудачна, снижаваща мореходността и създавайки проблеми при защитата на носовите артилерийски погреби. Вторият недостатък става очевиден вече по време на войната, когато поставянето на новото въоръжение и оборудване води до значително претоварване, достигащо 15% от стандартната водоизместимост, което, на свой ред, води до сериозни проблеми с устойчивостта. Освен това, „бруклините“, както и останалите американски крайцери, се критикуват за отсъствието на торпедно въоръжение, макар неговата необходимост за корабите от този клас да си остава спорна. Безусловно, японските крайцери използват своите торпедни апарати достатъчно ефективно (като пример може да си спомним действията на японските крайцери в нощното сражение при остров Саво), но дали могат да направят същото и американците, без да имат в първите години на войната нито надеждни торпеда, нито ефективни методи за торпедна стрелба, си остава неясно.
Като цяло, независимо от отделните недостатъци, леките крайцери на типа „Бруклин“ са напълно удачни кораби и съответстват на предявените изисквания, което и доказват в хода на Втората световна война. В сравнение със своите съвременници, те изглеждат напълно достойно и не отстъпват на нито един от тях. Контрактната стойност на всяка поръчка за крайцер от типа „Могами“ съставлява 24,9 млн. йени(при курс 4,2675 йени за долар на САЩ). Строителството на „Белфаст“ струва 2,141 млн. лири, (при курс 0,2£ за долар) последният „бруклин“ струва на хазната 25 млн. $, което е почти два и половина пъти по-скъпо, и в това те са безусловни аутсайдери.

## Коментари
1. ↑  Буквите показват принадлежността към определен класː ВВ – линкор, СС, CL, СА – съответно линеен, лек или тежък крайцер, CV – самолетоносач, DD – разрушител, SS – подводница и т.н.
2. ↑  13,2-мм Тип 93.
3. ↑  Лек/тежък куршум.
4. ↑  Данните са за полубронебойни, фугасни и довоенните бронебойни снаряди.